# Перу на летних Олимпийских играх 2024

## Медали
| Медаль | Спортсмен(ы)     | Вид спорта     | Дисциплина | Дата      |
| ------ | ---------------- | -------------- | ---------- | --------- |
| Бронза | Стефано Пескьера | Парусный спорт | ILCA 7     | 7 августа |

## Квалификация
| № п/п | Вид спорта           | Мужчины        | Мужчины                | Женщины        | Женщины                | Всего          | Всего                  |
| № п/п | Вид спорта           | Завоевано квот | Количество спортсменов | Завоевано квот | Количество спортсменов | Завоевано квот | Количество спортсменов |
| ----- | -------------------- | -------------- | ---------------------- | -------------- | ---------------------- | -------------- | ---------------------- |
| 1     | Академическая гребля |                |                        | 2              | 3                      | 2              | 3                      |
| 2     | Бадминтон            |                |                        | 1              | 1                      | 1              | 1                      |
| 3     | Дзюдо                | 1              | 1                      |                |                        | 1              | 1                      |
| 4     | Лёгкая атлетика      | 3              | 3                      | 6              | 6                      | 10             | 9                      |
| 5     | Парусный спорт       | 1              | 1                      | 2              | 2                      | 3              | 3                      |
| 6     | Плавание             | 1              | 1                      | 2              | 2                      | 3              | 3                      |
| 7     | Сёрфинг              | 2              | 2                      | 1              | 1                      | 3              | 3                      |
| 8     | Стрельба             | 1              | 1                      | 1              | 1                      | 2              | 2                      |
| 9     | Фехтование           |                |                        | 1              | 1                      | 1              | 1                      |
|       | ИТОГО                | 9              | 9                      | 16             | 17                     | 26             | 26                     |

## Состав команды
Академическая гребля
1. Адриана Сангинетти[англ.]
2. Алессия Паласиос[англ.]
3. Валерия Паласиос[англ.]

 Бадминтон
1. Инес Кастильо[англ.]

 Дзюдо
1. Хуан Постигос

 Лёгкая атлетика
1. Кристиан Пачеко[англ.]
2. Сезар Родригес[англ.]
3. Луис Генри Кампос[англ.]
4. Глэдис Техеда[англ.]
5. Талия Вальдивия[англ.]
6. Лус Мери Рохас[англ.]
7. Кимберли Гарсия
8. Эвелин Инга[англ.]
9. Мари Лус Андия[англ.]

 Парусный спорт
1. Стефано Пескьера
2. Мария Белен Базо[англ.]
3. Флоренсия Чиарелла[англ.]

 Плавание
1. Хоакин Варгас[англ.]
2. Мария Брамонт-Ариас[англ.]
3. Маккенна Дебевер[англ.]

 Сёрфинг
1. Лукка Месинас[англ.]
2. Алонсо Корреа[англ.]
3. Соль Агирре[англ.]

 Стрельба
1. Николас Пачеко[англ.]
2. Данилья Борда[англ.]

 Фехтование
1. Мария Луиза Доиг[англ.]

## Академическая гребля
Перу завоевало две квоты на участие в соревнованиях по академической гребле на Американской квалификационной регате в Рио-де-Жанейро, Бразилия.
| Спортсмен                         | Дисциплина               | Заезд   | Заезд | Утеш. заезд | Утеш. заезд | Четвертьфиналы | Четвертьфиналы | Полуфиналы | Полуфиналы | Финалы  | Финалы |
| Спортсмен                         | Дисциплина               | Время   | Место | Время       | Место       | Время          | Место          | Время      | Место      | Время   | Место  |
| --------------------------------- | ------------------------ | ------- | ----- | ----------- | ----------- | -------------- | -------------- | ---------- | ---------- | ------- | ------ |
| Адриана Сангинетти                | Одиночки женщины         | 8.03,87 | 5 R   | 8.07,05     | 2 QF        | 757,84         | 5 Q SC/D       | 8.17,84    | 5 Q FD     | 7.49,31 | 24     |
| Алессия Паласиос Валерия Паласиос | Двойки легковесы женщины | 7.32,68 | 3 R   | 7.28,58     | 4 Q FC      | —              | —              | —          | —          | 7.12,27 | 14     |

Легенда: FA=Финал А (медали); FB=Финал В; FC=Финал С; FD=Финал D; FE=Финал E; FF=Финал F; SA/B=Полуфиналы A/B; SC/D=Полуфиналы C/D; SE/F=Полуфиналы E/F; QF=Четвертьфиналы; R=Утешительные заезды

## Бадминтон
Перу завоевало одну квоту на участие в олимпийском турнире по бадминтону в соответствии с Олимпийским рейтингом BWF.
| Спортсмен     | Категория         | Группы                 | Группы            | Группы        | Группы | 1/8 финала            | Четвертьфиналы        | Полуфиналы            | Финал / За 3 место    | Финал / За 3 место    |
| Спортсмен     | Категория         | Соперник Счет          | Соперник Счет     | Соперник Счет | Место  | Соперник Счет         | Соперник Счет         | Соперник Счет         | Соперник Счет         | Место                 |
| ------------- | ----------------- | ---------------------- | ----------------- | ------------- | ------ | --------------------- | --------------------- | --------------------- | --------------------- | --------------------- |
| Инес Кастильо | Женщины одиночный | TURНеслихан Арин П 0–2 | JPNАя Охори П 0–2 | —             | 3      | завершила выступление | завершила выступление | завершила выступление | завершила выступление | завершила выступление |

## Дзюдо
Перу получила по рейтингу IJF одно место в мужских соревнованиях.
| Спортсмен     | Категория        | 1/16 финала             | 1/8 финала           | Четвертьфиналы       | Полуфиналы           | Утеш. поединки       | Финал / За 3 место   | Финал / За 3 место   |
| Спортсмен     | Категория        | Соперник Результат      | Соперник Результат   | Соперник Результат   | Соперник Результат   | Соперник Результат   | Соперник Результат   | Место                |
| ------------- | ---------------- | ----------------------- | -------------------- | -------------------- | -------------------- | -------------------- | -------------------- | -------------------- |
| Хуан Постигос | Мужчины до 66 кг | ITAМаттео Пирас П 00–10 | завершил выступление | завершил выступление | завершил выступление | завершил выступление | завершил выступление | завершил выступление |

## Легкая атлетика
Перуанские легкоатлеты выполнили нормативы для участия в Играх 2024 года, пройдя прямую квалификацию или по мировому рейтингу, в следующих соревнованиях (максимум по 3 спортсмена в каждом):
Беговые дисциплины
Мужчины
| Спортсмен         | Дисциплина   | Финал     | Финал |
| Спортсмен         | Дисциплина   | Результат | Место |
| ----------------- | ------------ | --------- | ----- |
| Кристиан Пачеко   | Марафон      | DNF       | DNF   |
| Луис Генри Кампос | Ходьба 20 км | 1:22.00   | 26    |
| Сезар Родригес    | Ходьба 20 км | DNF       | DNF   |

Женщины
| Спортсмен       | Дисциплина   | Финал     | Финал |
| Спортсмен       | Дисциплина   | Результат | Место |
| --------------- | ------------ | --------- | ----- |
| Глэдис Техеда   | Марафон      | 2:35.36   | 56    |
| Талия Вальдивия | Марафон      | 2:29.01   | 18    |
| Лус Мери Рохас  | Марафон      | 2:37.24   | 62    |
| Кимберли Гарсия | Ходьба 20 км | 1:30.10   | 16    |
| Эвелин Инга     | Ходьба 20 км | 1:28.16   | 8     |
| Мари Лус Андия  | Ходьба 20 км | 1:29.24   | 12    |

Микст
| Спортсмен                      | Дисциплина      | Финал     | Финал |
| Спортсмен                      | Дисциплина      | Результат | Место |
| ------------------------------ | --------------- | --------- | ----- |
| Сезар Родригес Кимберли Гарсия | Ходьба эстафета | 2.56,54   | 11    |

## Парусный спорт
Перу завоевало право выставить по одной лодке (яхте) в нижеследующих классах судов по результатам Чемпионата мира по парусному спорту 2023 года в Гааге, Нидерланды, Панамериканских играх 2023 года в Чили и за счет перераспределения квот.
Гонки с выбыванием
| Спортсмен        | Дисциплина     | Открытые серии | Открытые серии | Открытые серии | Открытые серии | Открытые серии | Открытые серии | Открытые серии | Открытые серии | Открытые серии | Открытые серии | Открытые серии | Открытые серии | Открытые серии | Открытые серии | Открытые серии | Открытые серии | 1/4 финала | Полуфинал | Полуфинал | Полуфинал | Полуфинал | Полуфинал | Полуфинал | Полуфинал   | Полуфинал | Финал                 | Финал                 | Финал                 | Финал                 | Финал                 | Финал                 | Финал                 | Финал |
| Спортсмен        | Дисциплина     | 1              | 2              | 3              | 4              | 5              | 6              | 7              | 8              | 9              | 10             | 11             | 12             | 13             | 14             | Сумма          | Место          | Место      | 1         | 2         | 3         | 4         | 5         | 6         | Всего побед | Место     | 1                     | 2                     | 3                     | 4                     | 5                     | 6                     | Всего побед           | Место |
| ---------------- | -------------- | -------------- | -------------- | -------------- | -------------- | -------------- | -------------- | -------------- | -------------- | -------------- | -------------- | -------------- | -------------- | -------------- | -------------- | -------------- | -------------- | ---------- | --------- | --------- | --------- | --------- | --------- | --------- | ----------- | --------- | --------------------- | --------------------- | --------------------- | --------------------- | --------------------- | --------------------- | --------------------- | ----- |
| Мария Белен Базо | Женщины IQFoil | 4              | 4              | 8              | 12             | 7              | 12             | 8              | 21             | 11             | 6              | 5              | 18,5           | 7,5            | 20,5           | 103            | 7 QF           | 2 SF       | 3         | —         | —         | —         | —         | —         | —           | 3         | завершила выступление | завершила выступление | завершила выступление | завершила выступление | завершила выступление | завершила выступление | завершила выступление | 4     |

Медальные гонки
| Спортсмен          | Дисциплина     | Гонка | Гонка | Гонка | Гонка | Гонка | Гонка | Гонка | Гонка | Гонка    | Гонка    | Гонка | Баллы | Место |
| Спортсмен          | Дисциплина     | 1     | 2     | 3     | 4     | 5     | 6     | 7     | 8     | 9        | 10       | M*    | Баллы | Место |
| ------------------ | -------------- | ----- | ----- | ----- | ----- | ----- | ----- | ----- | ----- | -------- | -------- | ----- | ----- | ----- |
| Стефано Пескьера   | Мужчины ILCA 7 | 6     | 1     | 14    | 11    | 20    | 14    | 12    | 4     | отменены | отменены | 18    | 80    | 3     |
| Флоренсия Чиарелла | Женщины ILCA 6 | 29    | 30    | 21    | 32    | 35    | 11    | 26    | 12    | 39       | отменена | EL    | 196   | 32    |

M = Медальная гонка; EL = Выбыл – не участвовал в медальной гонке

## Плавание
Перу завоевало одно место в женские соревнования в открытой воде по результатам Чемпионата мира по водным видам спорта 2024 года в Дохе, Катар и получило две универсальные квоты для участия в олимпийском турнире пловцов в бассейне, по одной для мужчин и женщин.
Женщины
| Спортсмен           | Дисциплина                  | Заплывы | Заплывы | Полуфиналы            | Полуфиналы            | Финал                 | Финал                 |
| Спортсмен           | Дисциплина                  | Время   | Место   | Время                 | Место                 | Время                 | Место                 |
| ------------------- | --------------------------- | ------- | ------- | --------------------- | --------------------- | --------------------- | --------------------- |
| Хоакин Варгас       | Мужчины 400 м вольный стиль | 3.54,59 | 29      | —                     | —                     | завершил выступление  | завершил выступление  |
| Маккенна Дебевер    | Женщины 200 м комплекс      | 2.17,61 | 29      | завершила выступление | завершила выступление | завершила выступление | завершила выступление |
| Мария Брамонт-Ариас | Женщины 10 км открытая вода | —       | —       | —                     | —                     | 2:12.44,7             | 21                    |

## Сёрфинг
Перуанские сёрферы завоевали одно место в мужские соревнования на Панамериканских играх 2023 года в Чили и по одному месту в мужские и женские соревнования по результатам Всемирных игр со сёрфигу 2024 года в Аребуко, Пуэрто-Рико.
| Спортсмен     | Категория | 1 раунд | 1 раунд | 2 раунд                        | 3 раунд                      | Четвертьфинал              | Полуфинал                   | Финал / За 3 место               | Финал / За 3 место    |
| Спортсмен     | Категория | Счёт    | Место   | Соперник Результат             | Соперник Результат           | Соперник Результат         | Соперник Результат          | Соперник Результат               | Место                 |
| ------------- | --------- | ------- | ------- | ------------------------------ | ---------------------------- | -------------------------- | --------------------------- | -------------------------------- | --------------------- |
| Лукка Месинас | Мужчины   | 11,10   | 3 R2    | AUSДжек Робинсон П 10,83–16,87 | завершил выступление         | завершил выступление       | завершил выступление        | завершил выступление             | завершил выступление  |
| Алонсо Корреа | Мужчины   | 14,33   | 1 R3    | —                              | RSAДжорди Смит В 15,00–12,20 | JPNРэо Инаба В 10,50–10,16 | FRAКаули Вааст П 9,60–10,96 | BRAГабриэль Медина П 12,43–15,54 | 4                     |
| Соль Агирре   | Женщины   | 4,30    | 2 R2    | CHNЯн Сыци П 4,50–8,67         | завершила выступление        | завершила выступление      | завершила выступление       | завершила выступление            | завершила выступление |

## Стрельба
Перу получило по одному месту в мужских и женских соревнованиях в ските на Панамериканских играх 2023 года в Сантьяго, Чили, и автоматически, право выставить смешанную пару в ските.
Мужчины
| Спортсмен                    | Дисциплина   | Квалификация | Квалификация | Финал                 | Финал                 |
| Спортсмен                    | Дисциплина   | Баллы        | Место        | Баллы                 | Место                 |
| ---------------------------- | ------------ | ------------ | ------------ | --------------------- | --------------------- |
| Николас Пачеко               | Мужчины скит | 122          | 6            | 17                    | 6                     |
| Данилья Борда                | Женщины скит | 116          | 19           | завершила выступление | завершила выступление |
| Николас Пачеко Данилья Борда | Микст скит   | 139          | 13           | завершили выступление | завершили выступление |

## Фехтование
Перу получило одно место в женской шпаге по результатам Зонального турнира Америки в Сан-Хосе, Коста-Рика.
| Спортсмен        | Дисциплина    | 1/32 финала              | 1/16 финала           | 1/8 финала            | Четвертьфинал         | Полуфинал             | Финал / За 3 место    | Финал / За 3 место    |
| Спортсмен        | Дисциплина    | Соперник Счет            | Соперник Счет         | Соперник Счет         | Соперник Счет         | Соперник Счет         | Соперник Счет         | Место                 |
| ---------------- | ------------- | ------------------------ | --------------------- | --------------------- | --------------------- | --------------------- | --------------------- | --------------------- |
| Мария Луиза Доиг | Женщины шпага | SGPКирия Тиканах П 14–15 | завершила выступление | завершила выступление | завершила выступление | завершила выступление | завершила выступление | завершила выступление |